# 19e étape du Tour de France 2007
Pour un article plus général, voir Tour de France 2007.
La 19e étape du Tour de France 2007 a lieu le 28 juillet. Le parcours de 55 kilomètres relie Cognac à Angoulême. C'est le second et dernier contre-la-montre de ce Tour de France. Angoulême est ainsi la seule ville à accueillir deux arrivées d'étape au cours de ce Tour de France.

## Récit
Eu égard au faible écart entre les deux premiers du classement général, 1 min 50 s à l'avantage d'Alberto Contador qui devance Cadel Evans, cette étape devait être décisive pour désigner le vainqueur du Tour de France 2007.
Alberto Contador termine 5e de l'étape et conserve 23 secondes d'avance au classement sur Cadel Evans, tandis que le vainqueur de l'étape, Levi Leipheimer, revient à 31 secondes du maillot jaune. En 2012, Leipheimer perd le bénéfice de cette victoire à la suite de ses aveux de dopage.

## Classement de l'étape
| \| Classement de l'étape \| Classement de l'étape \| Classement de l'étape \| Classement de l'étape \| Classement de l'étape \| \| Coureur \| Coureur \| Pays \| Équipe \| Temps \| \| --------------------- \| --------------------- \| --------------------- \| --------------------- \| --------------------- \| \| 1er \| Levi Leipheimer \| États-Unis \| Discovery Channel \| DQ \| \| 2e \| Cadel Evans \| Australie \| Predictor-Lotto \| + 51 s \| \| 3e \| Vladimir Karpets \| Russie \| Caisse d'Épargne \| + 1 min 56 s \| \| 4e \| Yaroslav Popovych \| Ukraine \| Discovery Channel \| + 2 min 01 s \| \| 5e \| Alberto Contador \| Espagne \| Discovery Channel \| + 2 min 18 s \| \| 6e \| José Iván Gutiérrez \| Espagne \| Caisse d'Épargne \| + 2 min 27 s \| \| 7e \| George Hincapie \| États-Unis \| Discovery Channel \| + 2 min 33 s \| \| 8e \| Óscar Pereiro \| Espagne \| Caisse d'Épargne \| + 2 min 36 s \| \| 9e \| Leif Hoste \| Belgique \| Predictor-Lotto \| + 2 min 48 s \| \| 10e \| Mikel Astarloza \| Espagne \| Euskaltel-Euskadi \| + 2 min 50 s \| |                     |            |                   |              |
| |                     |            |                   |              |
| |                     |            |                   |              |
| Classement de l'étape |                     |            |                   |              |
| Coureur | Coureur             | Pays       | Équipe            | Temps        |
| 1er | Levi Leipheimer     | États-Unis | Discovery Channel | DQ           |
| 2e | Cadel Evans         | Australie  | Predictor-Lotto   | + 51 s       |
| 3e | Vladimir Karpets    | Russie     | Caisse d'Épargne  | + 1 min 56 s |
| 4e | Yaroslav Popovych   | Ukraine    | Discovery Channel | + 2 min 01 s |
| 5e | Alberto Contador    | Espagne    | Discovery Channel | + 2 min 18 s |
| 6e | José Iván Gutiérrez | Espagne    | Caisse d'Épargne  | + 2 min 27 s |
| 7e | George Hincapie     | États-Unis | Discovery Channel | + 2 min 33 s |
| 8e | Óscar Pereiro       | Espagne    | Caisse d'Épargne  | + 2 min 36 s |
| 9e | Leif Hoste          | Belgique   | Predictor-Lotto   | + 2 min 48 s |
| 10e | Mikel Astarloza     | Espagne    | Euskaltel-Euskadi | + 2 min 50 s |

## Classement général
Très peu de changement au classement général à la suite de cette étape contre-la-montre. L'Espagnol Alberto Contador (Discovery Channel) conserve sont maillot jaune de leader mais à voit revenir ses deux poursuivants au classement, l'Australien Cadel Evans (Predictor-Lotto) et l'Américain Levi Leipheimer (Discovery Channel) à respectivement 23 et 31 secondes. Le Colombien Mauricio Soler (Barloworld) perd deux places et sort du top 10, dépassé par les Espagnols Mikel Astarloza (Euskaltel-Euskadi) et Óscar Pereiro (Caisse d'Épargne).
L'Américain Levi Leipheimer, 3e du classement général, est disqualifié en 2012 pour ses pratiques dopantes entre 1999 et 2007 et apparait donc rayé dans le classement si dessous.
| \| Classement général \| Classement général \| Classement général \| Classement général \| Classement général \| \| Coureur \| Coureur \| Pays \| Équipe \| Temps \| \| ------------------ \| ------------------ \| ------------------ \| ------------------ \| ------------------ \| \| 1er \| Alberto Contador \| Espagne \| Discovery Channel \| 87 h 09 min 18 s \| \| 2e \| Cadel Evans \| Australie \| Predictor-Lotto \| + 23 s \| \| 3e \| Levi Leipheimer \| États-Unis \| Discovery Channel \| DQ \| \| 4e \| Carlos Sastre \| Espagne \| CSC \| + 7 min 08 s \| \| 5e \| Haimar Zubeldia \| Espagne \| Euskaltel-Euskadi \| + 8 min 17 s \| \| 6e \| Alejandro Valverde \| Espagne \| Caisse d'Épargne \| + 11 min 37 s \| \| 7e \| Kim Kirchen \| Luxembourg \| T-Mobile \| + 12 min 18 s \| \| 8e \| Yaroslav Popovych \| Ukraine \| Discovery Channel \| + 12 min 30 s \| \| 9e \| Mikel Astarloza \| Espagne \| Euskaltel-Euskadi \| + 14 min 14 s \| \| 10e \| Óscar Pereiro \| Espagne \| Caisse d'Épargne \| + 14 min 25 s \| |                    |            |                   |                  |
| |                    |            |                   |                  |
| |                    |            |                   |                  |
| Classement général |                    |            |                   |                  |
| Coureur | Coureur            | Pays       | Équipe            | Temps            |
| 1er | Alberto Contador   | Espagne    | Discovery Channel | 87 h 09 min 18 s |
| 2e | Cadel Evans        | Australie  | Predictor-Lotto   | + 23 s           |
| 3e | Levi Leipheimer    | États-Unis | Discovery Channel | DQ               |
| 4e | Carlos Sastre      | Espagne    | CSC               | + 7 min 08 s     |
| 5e | Haimar Zubeldia    | Espagne    | Euskaltel-Euskadi | + 8 min 17 s     |
| 6e | Alejandro Valverde | Espagne    | Caisse d'Épargne  | + 11 min 37 s    |
| 7e | Kim Kirchen        | Luxembourg | T-Mobile          | + 12 min 18 s    |
| 8e | Yaroslav Popovych  | Ukraine    | Discovery Channel | + 12 min 30 s    |
| 9e | Mikel Astarloza    | Espagne    | Euskaltel-Euskadi | + 14 min 14 s    |
| 10e | Óscar Pereiro      | Espagne    | Caisse d'Épargne  | + 14 min 25 s    |

## Classements annexes
| Classement par points | Classement par points | Classement par points | Classement par points | Classement par points |
| Coureur               | Coureur               | Pays                  | Équipe                | Points                |
| --------------------- | --------------------- | --------------------- | --------------------- | --------------------- |
| 1er                   | Tom Boonen            | Belgique              | Quick Step-Innergetic | 234 pts               |
| 2e                    | Robert Hunter         | Afrique du Sud        | Barloworld            | 210 pts               |
| 3e                    | Erik Zabel            | Allemagne             | Team Milram           | 206 pts               |
| 4e                    | Sébastien Chavanel    | France                | La Française des jeux | 161 pts               |
| 5e                    | Thor Hushovd          | Norvège               | Crédit Agricole       | 156 pts               |

| Classement par points | Classement par points | Classement par points | Classement par points | Classement par points |
| Coureur               | Coureur               | Pays                  | Équipe                | Points                |
| --------------------- | --------------------- | --------------------- | --------------------- | --------------------- |
| 1er                   | Tom Boonen            | Belgique              | Quick Step-Innergetic | 234 pts               |
| 2e                    | Robert Hunter         | Afrique du Sud        | Barloworld            | 210 pts               |
| 3e                    | Erik Zabel            | Allemagne             | Team Milram           | 206 pts               |
| 4e                    | Sébastien Chavanel    | France                | La Française des jeux | 161 pts               |
| 5e                    | Thor Hushovd          | Norvège               | Crédit Agricole       | 156 pts               |

| Classement de la montagne | Classement de la montagne | Classement de la montagne | Classement de la montagne | Classement de la montagne |
| Coureur                   | Coureur                   | Pays                      | Équipe                    | Points                    |
| ------------------------- | ------------------------- | ------------------------- | ------------------------- | ------------------------- |
| 1er                       | Mauricio Soler            | Colombie                  | Barloworld                | 206 pts                   |
| 2e                        | Alberto Contador          | Espagne                   | Discovery Channel         | 128 pts                   |
| 3e                        | Yaroslav Popovych         | Ukraine                   | Discovery Channel         | 104 pts                   |
| 4e                        | Cadel Evans               | Australie                 | Predictor-Lotto           | 92 pts                    |
| 5e                        | Laurent Lefèvre           | France                    | Bouygues Telecom          | 85 pts                    |

| Classement de la montagne | Classement de la montagne | Classement de la montagne | Classement de la montagne | Classement de la montagne |
| Coureur                   | Coureur                   | Pays                      | Équipe                    | Points                    |
| ------------------------- | ------------------------- | ------------------------- | ------------------------- | ------------------------- |
| 1er                       | Mauricio Soler            | Colombie                  | Barloworld                | 206 pts                   |
| 2e                        | Alberto Contador          | Espagne                   | Discovery Channel         | 128 pts                   |
| 3e                        | Yaroslav Popovych         | Ukraine                   | Discovery Channel         | 104 pts                   |
| 4e                        | Cadel Evans               | Australie                 | Predictor-Lotto           | 92 pts                    |
| 5e                        | Laurent Lefèvre           | France                    | Bouygues Telecom          | 85 pts                    |

| Classement du meilleur jeune | Classement du meilleur jeune | Classement du meilleur jeune | Classement du meilleur jeune | Classement du meilleur jeune |
| Coureur                      | Coureur                      | Pays                         | Équipe                       | Temps                        |
| ---------------------------- | ---------------------------- | ---------------------------- | ---------------------------- | ---------------------------- |
| 1er                          | Alberto Contador             | Espagne                      | Discovery Channel            | 87 h 09 min 18 s             |
| 2e                           | Mauricio Soler               | Colombie                     | Barloworld                   | + 16 min 41 s                |
| 3e                           | Amets Txurruka               | Espagne                      | Euskaltel-Euskadi            | + 49 min 24 s                |
| 4e                           | Bernhard Kohl                | Autriche                     | Gerolsteiner                 | + 1 h 13 min 27 s            |
| 5e                           | Kanstantsin Siutsou          | Biélorussie                  | Barloworld                   | + 1 h 15 min 06 s            |

| Classement du meilleur jeune | Classement du meilleur jeune | Classement du meilleur jeune | Classement du meilleur jeune | Classement du meilleur jeune |
| Coureur                      | Coureur                      | Pays                         | Équipe                       | Temps                        |
| ---------------------------- | ---------------------------- | ---------------------------- | ---------------------------- | ---------------------------- |
| 1er                          | Alberto Contador             | Espagne                      | Discovery Channel            | 87 h 09 min 18 s             |
| 2e                           | Mauricio Soler               | Colombie                     | Barloworld                   | + 16 min 41 s                |
| 3e                           | Amets Txurruka               | Espagne                      | Euskaltel-Euskadi            | + 49 min 24 s                |
| 4e                           | Bernhard Kohl                | Autriche                     | Gerolsteiner                 | + 1 h 13 min 27 s            |
| 5e                           | Kanstantsin Siutsou          | Biélorussie                  | Barloworld                   | + 1 h 15 min 06 s            |

| Classement par équipes | Classement par équipes | Classement par équipes | Classement par équipes |
| Équipe                 | Équipe                 | Pays                   | Temps                  |
| ---------------------- | ---------------------- | ---------------------- | ---------------------- |
| 1re                    | Discovery Channel      | États-Unis             | 261 h 39 min 33 s      |
| 2e                     | Caisse d'Épargne       | Espagne                | + 19 min 31 s          |
| 3e                     | CSC                    | Danemark               | + 22 min 10 s          |
| 4e                     | Rabobank               | Pays-Bas               | + 36 min 14 s          |
| 5e                     | Euskaltel-Euskadi      | Espagne                | + 46 min 51 s          |

| Classement par équipes | Classement par équipes | Classement par équipes | Classement par équipes |
| Équipe                 | Équipe                 | Pays                   | Temps                  |
| ---------------------- | ---------------------- | ---------------------- | ---------------------- |
| 1re                    | Discovery Channel      | États-Unis             | 261 h 39 min 33 s      |
| 2e                     | Caisse d'Épargne       | Espagne                | + 19 min 31 s          |
| 3e                     | CSC                    | Danemark               | + 22 min 10 s          |
| 4e                     | Rabobank               | Pays-Bas               | + 36 min 14 s          |
| 5e                     | Euskaltel-Euskadi      | Espagne                | + 46 min 51 s          |